# Strange World (película)
Strange World (Mundo extraño en España; Un mundo extraño en Hispanoamérica) es una película de animación de ciencia ficción y aventuras, producida por Walt Disney Pictures y Walt Disney Animation Studios. Está dirigida por Don Hall, escrita por Qui Nguyen y producida por Roy Conli. El elenco está conformado por Jake Gyllenhaal, Jaboukie Young-White, Gabrielle Union, Lucy Liu y Dennis Quaid. La película se estrenó el 23 de noviembre de 2022 en Estados Unidos.
La película recibió críticas generalmente positivas de los críticos y mixtas de los espectadores, pero recaudó sólo 73,6 millones de dólares con una pérdida proyectada de 197 millones de dólares para Disney, lo que la convierte en uno de los mayores fracasos de taquilla de todos los tiempos. A pesar de ello, tras su lanzamiento en el servicio de streaming Disney+ al mes siguiente de su estreno en cines, Strange World se ubicó como la película más vista de la plataforma durante 19 días.

## Argumento
En Avalonia, una tierra rodeada por un interminable muro de montañas, Jaeger Clade y su hijo adolescente Searcher son aventureros que desafían la naturaleza para explorar nuevos mundos. Mientras intenta atravesar las montañas, Searcher descubre una planta verde que emite energía. Él y el resto del equipo de la expedición deciden regresar a Avalonia con la planta mientras Jaeger continúa enojado con su misión solo. 25 años después, Searcher se ha hecho un nombre al presentar la planta milagrosa, llamada Pando, como fuente de combustible para Avalonia. Él y su esposa Meridian son agricultores de Pando, mientras que su hijo, Ethan, está enamorado de su amigo Diazo y se irrita ante la expectativa de su padre de que él también se convertirá en granjero.
Una noche, Callisto Mal, la presidenta de Avalonia y una de las excompañeras de expedición de Jaeger, aparece en su aeronave, la "Venture", informa a los Clades que Pando está perdiendo su poder y le pide a Searcher que ayude a encontrar la causa. Se une a una expedición para viajar a un sumidero gigante, en el que se han localizado las raíces de Pando. Cuando Ethan se va de polizón en el Venture con su perro, Legend, Meridian los persigue en su fumigador para encontrarlo. El Venture, atacado por criaturas parecidas a wyvern rojas, se estrella en un mundo subterráneo, donde Searcher y Legend están separados del grupo. Son atacados por una criatura llamada "Reaper", pero son rescatados por Jaeger, que ha estado viviendo bajo tierra todos estos años. Ha estado tratando de cruzar las montañas desde abajo, pero está bloqueado por un océano ácido y declara su intención de abordar el "Venture" para intentar cruzarlo. Mientras tanto, Ethan se escapa del "Venture" para encontrar a su padre y se hace amigo de una criatura azul amorfa, a la que llama Splat, antes de reunirse con Searcher, Legend y Jaeger. Son atacados por más Cosechadores, pero son rescatados por Meridian y Callisto y regresan al Venture.
Searcher insiste en completar su misión, mientras que Jaeger quiere seguir viajando por Strange World. Ethan se frustra con ellos y sus cosmovisiones opuestas. Después de otro encuentro salvaje, Searcher y Jaeger finalmente tienen una conversación sincera y se dan cuenta de que respetan los objetivos de la vida del otro. Finalmente, encuentran un grupo de raíces de Pando, que está siendo atacado por las criaturas del Mundo Extraño.
Después de enterarse de que Ethan quiere explorar más el Mundo Extraño, Searcher culpa a la influencia de Jaeger sobre él. Frustrado con Searcher, Ethan salta del Venture y se sube a uno de los Reapers. Searcher lo sigue a bordo de un pequeño vehículo volador, pero mientras se reconcilian, se dan cuenta de que han atravesado las montañas hacia el océano más allá, donde ven el ojo de una criatura gigante parecida a una tortuga. Los dos se dan cuenta de que Avalonia está en la espalda de la criatura y que han estado viajando a través de su cuerpo, lo que significa que los Cosechadores y todas las demás criaturas son su sistema inmunológico. Al ver que Pando es una infección que ataca el corazón de la criatura, regresan para informar al equipo de expedición que Pando debe ser destruido, pero Callisto los encierra para evitar que detengan la misión, mientras Jaeger navega furioso para ver por sí mismo. Después de que Legend y Splat liberan a la familia, Searcher y Ethan se dirigen al corazón de la criatura para despejar el camino para los Reapers, mientras Meridian se hace cargo de la nave y convence a Callisto para que los ayude. Jaeger regresa y, con su ayuda, atraviesan Pando, y las criaturas aparecen y lo destruyen, devolviendo el corazón a la vida y salvando la tierra.
Un año después, Ethan tiene una relación con Diazo mientras ellos y sus amigos recolectan recursos del Mundo Extraño; Avalonia ha pasado de la energía de Pando a las turbinas eólicas; Jaeger vuelve a visitar a su exesposa Penelope, quien tras divorciarse de Jaeger de hace 25 años se volvió a casar durante su ausencia con un hombre llamado Sheldon; y la relación de Searcher y Jaeger ha mejorado.

## Elenco
- Jake Gyllenhaal como Searcher Clade, un granjero.[9]
- Dennis Quaid como Jaeger Clade, el padre de Searcher.[10]
- Jaboukie Young-White como Ethan Clade, el hijo de 16 años de Searcher que anhela aventuras más allá de la granja de su padre.[10]
- Gabrielle Union como Meridian Clade, piloto y líder natural, madre de Ethan y esposa de Searcher.[10]
- Lucy Liu como Callisto Mal, la jefa de la tierra de Avalonia y líder de la exploración del otro mundo.[10]
- Karan Soni como Caspian, un miembro de la expedición al Mundo Extraño.[11]
- Alan Tudyk como:
  - Duffle, piloto de la expedición al Mundo Extraño en el Venture, que es asesinado por criaturas rojas parecidas a guivernos.[11] Su papel es una referencia al personaje de Tudyk en la serie Firefly, Hoban "Wash" Washburn.[12]
  - Narrador
  - Presentador de Radio #1
- Adelina Anthony como la Capitana Pulk, la segunda al mando de la expedición al Mundo Extraño.[11]
- Abraham Benrubi como Lonnie Redshirt, miembro del equipo de expedición de Jaeger antes de que este desapareciera.[11] Su apellido se refiere a la tendencia en Star Trek de que aquellos que visten camisas rojas mueran de manera insignificante.
- Jonathan Melo como Diazo, el interés amoroso de Ethan, y novio al final.[11]
- Nik Dodani como Kardez, uno de los amigos de Ethan.
- Francesca Reale como Azimuth, una de los amigos de Ethan.
- Emily Kuroda como Ro
- Reed Buck como Rory

## Producción
En diciembre de 2021, se anunció que Walt Disney Animation Studios estaba desarrollando una película llamada Strange World con Don Hall como director, Qui Nguyen como codirector y escritor, y Roy Conli como productor. Según Hall, Strange World es un guiño a las revistas pulp, publicaciones que se imprimían en papel de pulpa y que fueron populares en Estados Unidos durante la primera mitad del siglo XX.
El 8 de junio de 2022, tras el lanzamiento del teaser se anunció a Jake Gyllenhaal como el protagonista de la película. Durante el Festival Internacional de Cine de Animación de Annecy de 2022 se anunció al resto del elenco de la película. El 5 de septiembre del mismo año se anunció que Henry Jackman iba a componer la banda sonora de la película.

## Estreno
Strange World se estrenó en cines de Estados Unidos el 23 de noviembre de 2022.
Debido a la oposición de Disney con las nuevas políticas de cine de Francia, la compañía anunció el 8 de junio de 2022 que Strange World no vería un estreno en cines en ese país y que sería lanzada directamente a Disney+ luego de su estreno en cines en otras regiones.
Esta fue la primera película en presentar el centenario conmemorativo logotipo de Disney en celebración del centenario de la compañía en 2023, creado por Disney Studios Content y Industrial Light & Magic, que se reveló en la D23 Expo de 2022. Christophe Beck compuso un nuevo arreglo de "When You Wish Upon a Star", mientras que Tim Davies lo dirigió.

### Prohibición en cines
A igual que Lightyear de Pixar, estrenada el mismo año, la película sufrió prohibiciones en países y no se estrenaron en países Mulsumanes y también algunos Católicos debido a la presencia de un personaje adolescente abiertamente gay, debido a que en estos países prohíbien la comunidad LGBTQ+. Disney había tomado una postura de no editar la película para complacer las demandas en estos mercados, una decisión que se tomó después de la controversia y polémica con Lightyear.

## Recepción

### Crítica
En el sitio web del agregador de reseñas Rotten Tomatoes, 72 % de las 163 reseñas de los críticos son positivas, con una calificación promedio de 6.4/10. El consenso del sitio web dice: «Strange World es un hito de Disney en términos de representación, pero como experiencia narrativa, esta deslumbrante aventura animada ofrece pocas cosas que el público no haya visto ya». Metacritic, que utiliza una media ponderada, asignó una puntuación de 65 sobre 100 basada en 34 críticas, lo que indica "reseñas generalmente favorables". La audiencia encuestada por CinemaScore dio a la película una nota media de "B" en una escala de A+ a F, mientras que la de PostTrak le dio una puntuación general positiva del 82 %, incluyendo una media de cuatro de cinco estrellas.

### Streaming
Tras su incorporación en la plataforma de streaming Disney+, Strange World fue la película más vista a nivel mundial en la plataforma durante la última semana de 2022 y las dos primeras semanas de 2023. Encabezó la lista de Disney+ en casi todos los países donde estuvo disponible.